# HD 35238
HD 35238，又名BD+31 954，SAO 57987、HR 1775，是一颗恒星，视星等为6.28，位于銀經175.62，銀緯-2.58，其B1900.0坐标为赤經5h 18m 11.6s，赤緯+31° -2.58′ 51″。